# Андреевское (Конаковский район)
Андре́евское — деревня в Конаковском районе Тверской области. Входит в состав Городенского сельского поселения.

## География
Находится в юго-восточной части Тверской области на расстоянии приблизительно 6 км на запад-северо-запад от поселка Редкино.

## История
Известна была с 1678 года как поселение из 1 двора, владение девицы Агафьи Федоровны Рубцовой. В 1859 году учтено 10 дворов, в 1900 — 14. В XIX веке рядом располагалась также деревня Андрейково.

## Население
Численность населения: 106 человека (1859 год), 85 (1900), 0 как в 2002 году, так и в 2010.